# Can I Borrow a Dollar?
Can I Borrow a Dollar? è l'album di debutto del rapper di Chicago Common, uscito nel 1992, quando ancora si faceva chiamare Common Sense. L'album fu interamente prodotto da Immenslope e Twilite Tone, tranne una traccia prodotta da The Beatnuts. Contiene parti vocali di Immenslope, Miss Jones e di Rayshel, ai tempi fidanzata dell'artista. Neil Drumming, di Entertainment Weekly definisce il disco "a clever but little-noticed first album" (un album di debutto interessante benché poco conosciuto).

## Retroscena
Nel 1991 The Source dedica a Common uno spazio in Unsigned Hype, rubrica dedicata ai nuovi talenti non ancora sotto contratto. La Relativity Records fa firmare a Common un contratto e inizia a preparare tre singoli per lanciare il primo album dell'artista. Il primo, nonché il meglio piazzato in classifica è "Take It EZ", del 1992. "Take It EZ" raggiunse il 5º posto nella Hot Rap Singles chart mentre i successivi due singoli, "Breaker 1/9" e "Soul by the Pound", arrivarono solo, rispettivamente, alla numero 10 e alla numero 7. I tre singoli contribuirono a dare a Commin una forte reputazione underground, prima ancora dell'uscita dell'album.

## Contenuto
Can I Borrow A Dollar? è un esempio del rap prima maniera di Common, ricco di wordplay e allusioni alla cultura pop.
La produzione, che fa largo uso di tastiere e samples, tende al minimalismo e alla strizzata d'occhio al jazz. The Source called the production top notch.
Stanton Swihart di AllMusic considera questo album come il momento in cui Chicago si è fatta largo nel mondo hip hop, a dispetto della poca considerazione che gli viene generalmente tributata.

## Tracce
Sull'edizione in vinile dell'album le prime sei tracce fanno parte del lato intitolato 'Dollar Side', mentre le successive sette fanno parte del lato intitolato 'Sense Side'.
1. A Penny for My Thoughts - 4:23
2. Charms Alarm - 4:30
3. Take It EZ - 4:08
4. Heidi Hoe - 4:29
5. Breaker 1/9
6. Two Scoops of Raisins - 4:01
7. No Defense - 1:14
8. Blows to the Temple - 4:39
9. Just in the Nick of Rhyme - 2:30
10. Tricks Up My Sleeve - 3:21
11. Puppy Chow - 4:01
12. Soul by the Pound - 4:20
13. Picthin' Pennies - 1:58

## Posizione in classifica

### Album in classifica
| Anno | Album                  | Posizione in classifica | Posizione in classifica |
| Anno | Album                  | Top R&B/Hip Hop Albums  |                         |
| 1993 | Can I Borrow a Dollar? | #70                     |                         |

### Singoli in classifica
| Anno | Canzone             | Posizione in classifica | Posizione in classifica | Posizione in classifica | Posizione in classifica |
| Anno | Canzone             | Hot Rap Singles         |                         |                         |                         |
| 1992 | "Take It EZ"        | #5                      |                         |                         |                         |
| 1993 | "Breaker 1/9"       | #10                     |                         |                         |                         |
| 1993 | "Soul by the Pound" | #7                      |                         |                         |                         |